# Commission électorale du Bangladesh
La commission électorale du Bangladesh, abrégée et désignée publiquement par CE, est un organe constitutionnel indépendant qui assure les fonctions légales des lois électorales au Bangladesh.
L'article 118 de la Constitution bangladaise permet la formation d'une commission composée d'un commissaire électoral en chef et d'un certain nombre de commissaires électoraux adjoints, avec l'autorisation du président du Bangladesh.

## Structure
La nomination du commissaire électoral en chef du Bangladesh et des autres commissaires électoraux (le cas échéant) est effectuée par le président. Lorsque la commission électorale est composée de plus d'une personne, le commissaire électoral en chef en est le président. En vertu de la Constitution, la durée du mandat de tout commissaire électoral est de cinq ans à compter de la date d'entrée en fonction. Une personne ayant exercé la fonction de commissaire électoral en chef ne peut être nommée au service de la République. Tout autre commissaire aux élections est, lorsqu'il cesse d'occuper cette fonction, éligible à une nomination en tant que commissaire aux élections en chef, mais n'est pas éligible à une nomination au service de la République,.

## Historique
La Commission électorale a été créée le 23 mars 1956 sous le nom de Commission électorale du Pakistan. Après la guerre de libération du Bangladesh, elle a été restructurée, réformée et renommée en 1972 sous son nom actuel.

## Fonctions et pouvoirs
La Commission électorale est un organe constitutionnel indépendant dans l'exercice de ses fonctions et soumis uniquement à la Constitution et à toute autre loi. La Commission peut autoriser son président ou l'un de ses membres ou l'un de ses agents à exercer et à réaliser tout ou partie de ses pouvoirs et fonctions en vertu de la loi. L'article 126 de la Constitution et les articles 4 et 5 de l'ordonnance sur la représentation du peuple de 1972 prévoient qu'il est du devoir de toutes les autorités exécutives d'aider la commission électorale à s'acquitter de ses fonctions. La commission a le pouvoir de demander à toute personne ou autorité d'exercer les fonctions ou de fournir l'assistance qu'elle juge nécessaire aux fins de l'élection,.
Les États-Unis, l'Union européenne et le Royaume-Uni ont annoncé qu'ils enverraient des observateurs électoraux au Bangladesh.

### Gardien d'élections libres et équitables
Elle supervise les élections gouvernementales (élections parlementaires et élections locales) ainsi que les référendums dans tout le Bangladesh. Établie par la Constitution de 1972, la Commission électorale (CE) dispose de pouvoirs étendus pour gérer, superviser et réglementer le processus électoral,,.

### Enregistrement des partis politiques
Une loi relative à ce processus d'enregistrement a été promulguée en 2008 et un certain nombre de partis ont été enregistrés auprès de la commission. Elle permet d'éviter la confusion de la machine administrative ainsi que la confusion de l'électorat. Il garantit que les partis politiques ne peuvent pratiquer la démocratie que par leur enregistrement. La commission a le pouvoir d'enquêter sur les finances et les listes de donateurs de tous les partis politiques,,.

### Interdiction de publication
La commission peut émettre une ordonnance interdisant la publication et la diffusion des résultats des sondages d'opinion ou des sondages à la sortie des urnes afin d'éviter d'influencer les tendances du vote dans l'électorat,,.

### Pouvoirs quasi-judiciaires
La commission dispose de pouvoirs quasi-judiciaires en tant qu'organisme d'application de la loi pour enquêter et inculper ceux qui compromettent les lois électorales par la corruption, l'achat de voix ou le chantage,,.

## Secrétariat

### Central
La Commission électorale du Bangladesh dispose de son propre secrétariat, conformément à la loi de 2009 sur le secrétariat de la Commission électorale, qui est dirigé par un secrétaire. Le secrétariat est situé à Agargaon, dans la ville de Dacca, et dispose d'instituts de formation électorale et de bureaux sur le terrain au niveau des régions, des districts et des upazila/thana. Les fonctions du secrétariat de la commission électorale sont d'exécuter les décisions et les ordres de la commission,,.
L'actuel secrétaire de la commission électorale est Md. Alamgir.

### Régional
Des bureaux électoraux sont situés dans sept sièges de division et dans trois autres districts. Les fonctions des bureaux divisionnaires sont de maintenir la liaison entre le Secrétariat de la Commission électorale et les bureaux subordonnés sur le terrain, et de coordonner les travaux relatifs à la conduite de tous les types d'élections, aux nouvelles inscriptions et aux mises à jour périodiques de la liste des électeurs, à la préparation des listes électorales, y compris les modifications et les corrections quotidiennes de la liste des listes électorales, ainsi que d'autres questions confiées par la Commission électorale,,.

### Installation dans les districts
Il existe 83 bureaux électoraux de district dans les 64 sièges de district, dirigés par des agents électoraux de district. Ils effectuent tous les travaux relatifs à l'inscription des électeurs, à l'impression des listes électorales, à la gestion des élections aux niveaux national et local, à la formation du personnel électoral et à toutes les dispositions logistiques relatives aux élections. En tant qu'agent de la commission électorale, le directeur des élections de district apporte toute l'aide possible aux directeurs de scrutin et aux membres du personnel électoral en leur fournissant des formulaires, des paquets, des manuels, des instructions, des urnes, des listes électorales et des bulletins de vote, et tient tous les comptes relatifs aux dépenses engagées pour les différentes élections,,.

### Mise en place des upazila/thana
Au niveau le plus bas de l'organisation sur le terrain, on trouve des agents électoraux dans chaque upazila/thana. La principale fonction de ceux-ci est d'aider les bureaux de division/district à s'acquitter des fonctions liées aux élections,,.

### National Identity Wing
La National Identity Wing (NIDW) est une aile du Secrétariat de la Commission électorale (ECS) dirigée par un directeur général et comptant 71 officiers et employés de diverses catégories. L'aile est organisée en trois branches, sept sections et neuf unités pour la délivrance et la gestion des cartes d'identité nationales à puce et l'administration de toutes les activités connexes, y compris la maintenance de la base de données nationale sur la citoyenneté et la fourniture de services de vérification d'identité aux organisations publiques et privées qualifiées,,.

## Controverse
Le 19 décembre 2020, 42 éminents citoyens du Bangladesh ont exhorté le président à constituer un conseil judiciaire suprême pour enquêter sur les allégations de corruption contre le commissaire électoral en chef KM Nurul Huda (en) et ses adjoints. Les allégations portaient sur le détournement d'environ 20 millions de taka bangladais pour des programmes imaginaires, le détournement de 40,8 millions lors du processus de recrutement du personnel de la commission électorale, l'achat de machines à voter électroniques à un prix supérieur à celui du marché, l'utilisation de voitures supplémentaires par trois commissaires électoraux au mépris des règles.